# Siracusana

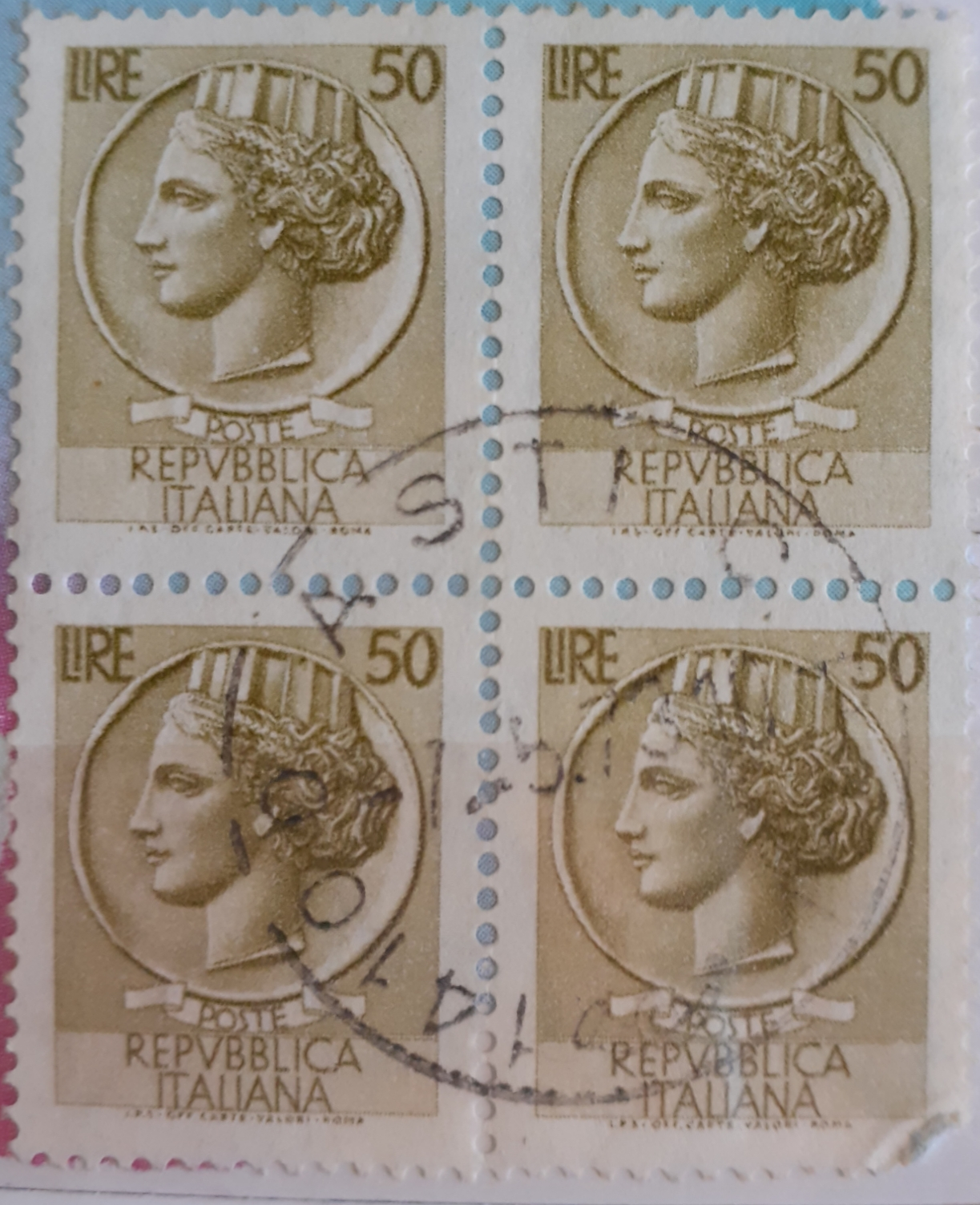
Postzegels van de Poste Italiane van het type Siracusana of vrouw van Syracuse

De Siracusana is de naam van een serie courant gebruikte postzegels in Italië van 1953 tot 1977. De naam in het Italiaans is Siracusana, dat vrouw uit Syracuse betekent; ook wordt ze Italia turrita of Vrouwe Italia met torens gekroond genoemd.
De Siracusana was een van de langst lopende postzegelreeksen bij de Poste Italiane.

## Beschrijving
De afbeelding is het werk van Vittorio Grassi; ze toont een vrouw die een kroon van torens en stadsmuren draagt. De tekening is geïnspireerd op een muntstuk dat gebruikt werd in Syracuse op Sicilië ten tijde van het Romeinse Rijk. Vandaar de naam Siracusana. Deze allegorische voorstelling van Vrouwe Italia is met de jaren een symbool geworden van de republiek Italië.
Het formaat is kleiner dan andere postzegels van Italië: slechts 17 mm breedte en 21 mm hoogte. De Siracusana is te herkennen aan een monochromie verschillend per waarde. 
In de loop van de jaren wijzigden zowel het watermerk als de monetaire waarden die stegen in tarief uitgedrukt in lire. De eerste uitgifte, die dateert van 1953, was een reeks van negen waarden waarvan het papier een watermerk een gevleugeld wiel was. Tussen 1955 en 1960 breidde de reeks Siracusana uit en kwamen er zeventien waarden bij; het watermerk bestond uit sterren. Vervolgens kwam in 1968 nog een reeks Siracusana uit. Dit was het gevolg van de automatisering van de postsortering. De derde serie Siracusana kende drieëntwintig monetaire waarden en het watermerk bestond uit sterren. Dit alles was gedrukt op fluorescent papier. Sommige postzegels kregen aldus het uitzicht met twee kleuren.
In 1977 brachten de Italianen de laatste postzegels Siracusana in omloop. De serie werd vervangen door postzegels van het type Alti Valori.